# Movileni, Olt
Movileni là một xã thuộc hạt Olt, România. Dân số thời điểm năm 2002 là 3916 người.